# 塔尔图大学
塔尔图大学位于爱沙尼亚塔尔图，由瑞典国王古斯塔夫二世于1632年设立。它是爱沙尼亚最大和最负盛名的国立大学、唯一一個古典大學，同时也是欧洲最古老的大学之一。

## 历史

### 古斯塔维亚学院时期
塔尔图大学最初是瑞典利沃尼亚省的古斯塔维阿纳学院（Academia Gustaviana），是继瑞典乌普萨拉大学（位于瑞典乌普萨拉）和奥布皇家学院（位于芬兰图尔库）之后在瑞典帝国成立的第二所大学。该学院的前身是耶稣会文法学校，该学校由波蘭立陶宛聯邦国王Stefan Batory于1583年创立，并一直存在到1601年，当时塔尔图的称为多尔帕特（Dorpat），受波兰-立陶宛统治。
第一批学生于1632年4月20日至21日入学。古斯塔维亚学院的开幕典礼于同年10月15日举行，学院设有哲学，法律，神学和医学系，享有乌普萨拉大学的特权。由于俄国—瑞典战争，塔尔图大学于1656年迁至塔林，并于1665年关闭。在17世纪，未来的杰出瑞典学者UrbanHiärne，Olof Verelius，Arvid Moller等人在大学学习。在学术人员中，历史学教授弗里德里希·梅尼乌斯（爱沙尼亚民俗学的第一种科学方法-利沃尼亚历史）和神学教授乔治·曼塞留斯（1638年出版了第一本拉脱维亚语－德语词典）。
1690年，古斯塔沃·卡罗琳娜学院（Academia Gustavo-Carolina）重建，塔尔图再次成为一个大学城。新大学的教职人员包括数学教授Sven Dimberg （世界上第一位基于牛顿理论进行演讲的教授），修辞和诗歌教授 Olof Hermelin，医学教授（理疗学的创始人，天然矿泉水的发现者） Lars Micrander 和哲学以及修辞和诗歌教授 迈克尔·道（Michael Dau）。在重组后不到十年的时间里，由于反对瑞典（俄罗斯，丹麦-挪威和萨克森-波兰-立陶宛）的联盟以及1695年至1697年的大饥荒，该大学从塔尔图搬到了派尔努。最终，于1699年8月28日在派尔努运行的古斯塔沃·卡罗琳娜学院（Academia Gustavo-Carolina）由于大北方战争期间派努（1710年8月12日）向俄罗斯军队投降而被关闭。根据投降条款，俄国人同意在派尔努维持大学。然而，这所大学只是在1802年由波罗的海德国人的波罗的骑士团（Ritterschaften）重新开放，当时这家新的德语授课大学重新启动，并由具有改革精神的俄罗斯沙皇亚历山大一世 (俄国)确认。

### 多尔帕特大学时期

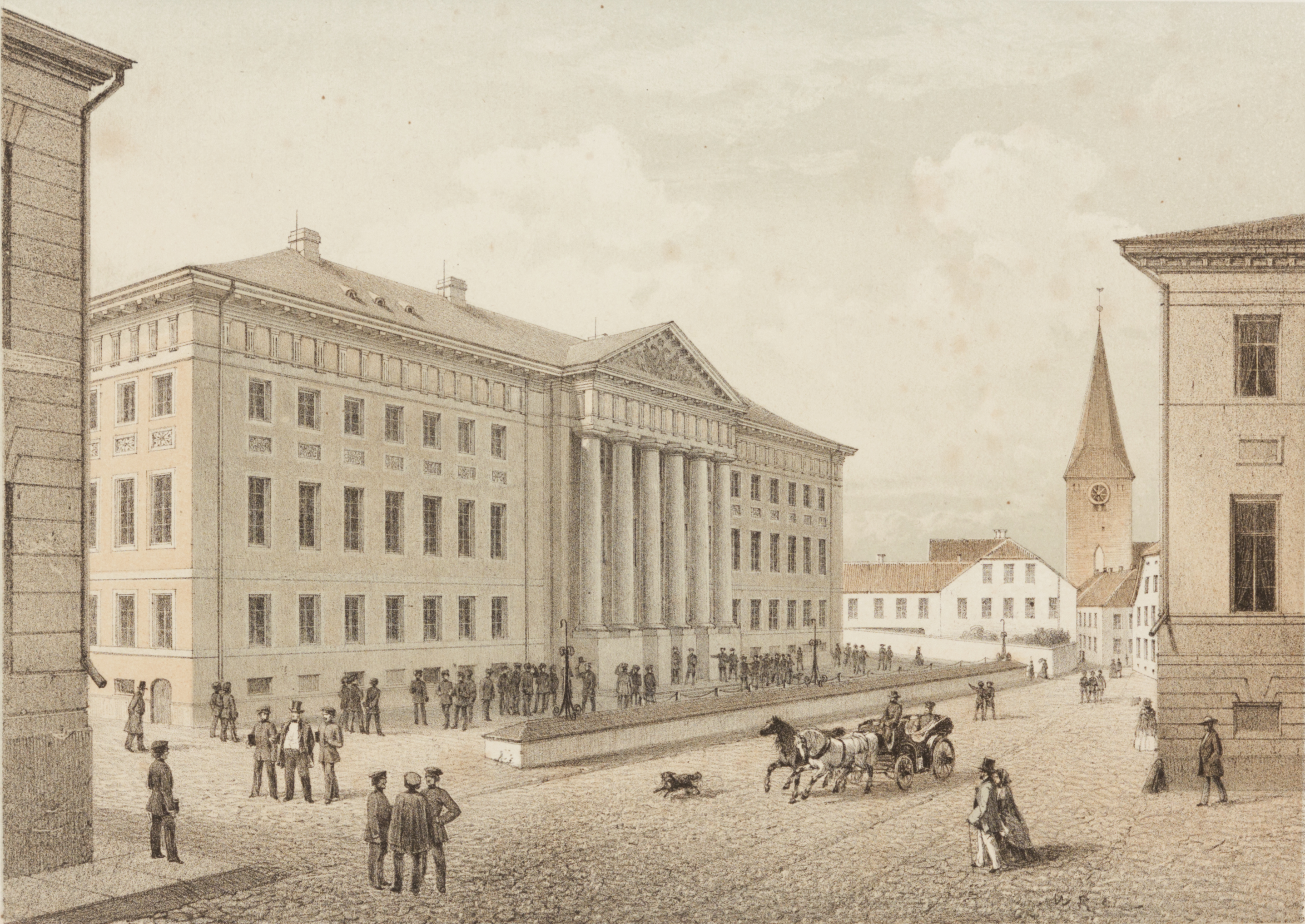
The university in 1860, during its 'Golden Age'.

多尔帕特大学（旧译陀尔巴特大学）由波罗的海德意志人于1802年4月在爱沙尼亚重新开放。1802年至1893年间，大学的教学语言是德语。在此期间，大学具有双重性，因为它既是德国、德语大学，又是俄国、俄语的大学。在财务和行政上，后者更为重要。从学识上讲，就教授和学生而言，前者更为重要，因为一半以上的教授来自德国，至少三分之一是波罗的海德意志人。在30所德语大学中，其中23所位于德意志帝国内部，多尔帕特大学排名第11位。在教学方面，该大学对波罗的海德国地方领导层和专业班级以及教职员工进行了教育，特别是整个俄罗斯帝国的行政管理和卫生体系。1860年至1880年是该大学的“黄金时代”。
随着俄罗斯民族主义的兴起，成为半德国大学的这种自由中止了，同质化比保留双语大学更为重要。在1882年至1898年之间，语言，任职等方面都俄国化，但有一些例外情况。例如神学院，由于担心东正教牧师会利用该学院来教授危险的新教徒观点，因此被允许继续进行。德国授课直到1916年。到1898年，城镇和大学都更名为尤里耶夫（Yuryev）时，几乎所有来自德国的杰出学者都离开了。尤里耶夫大学一直存在到1918年，当时在秋季学期的一部分期间，它在德国占领下重新开放，恢复多尔帕特大学的校名。俄国学术人员和学生在俄罗斯沃罗涅日避难，形成了沃羅涅日國立大學的基础，沃罗涅日国立大学的历史可以追溯到塔尔图大学的基础，并仍然拥有后者的一些外在特征。

### 塔尔图大学时期

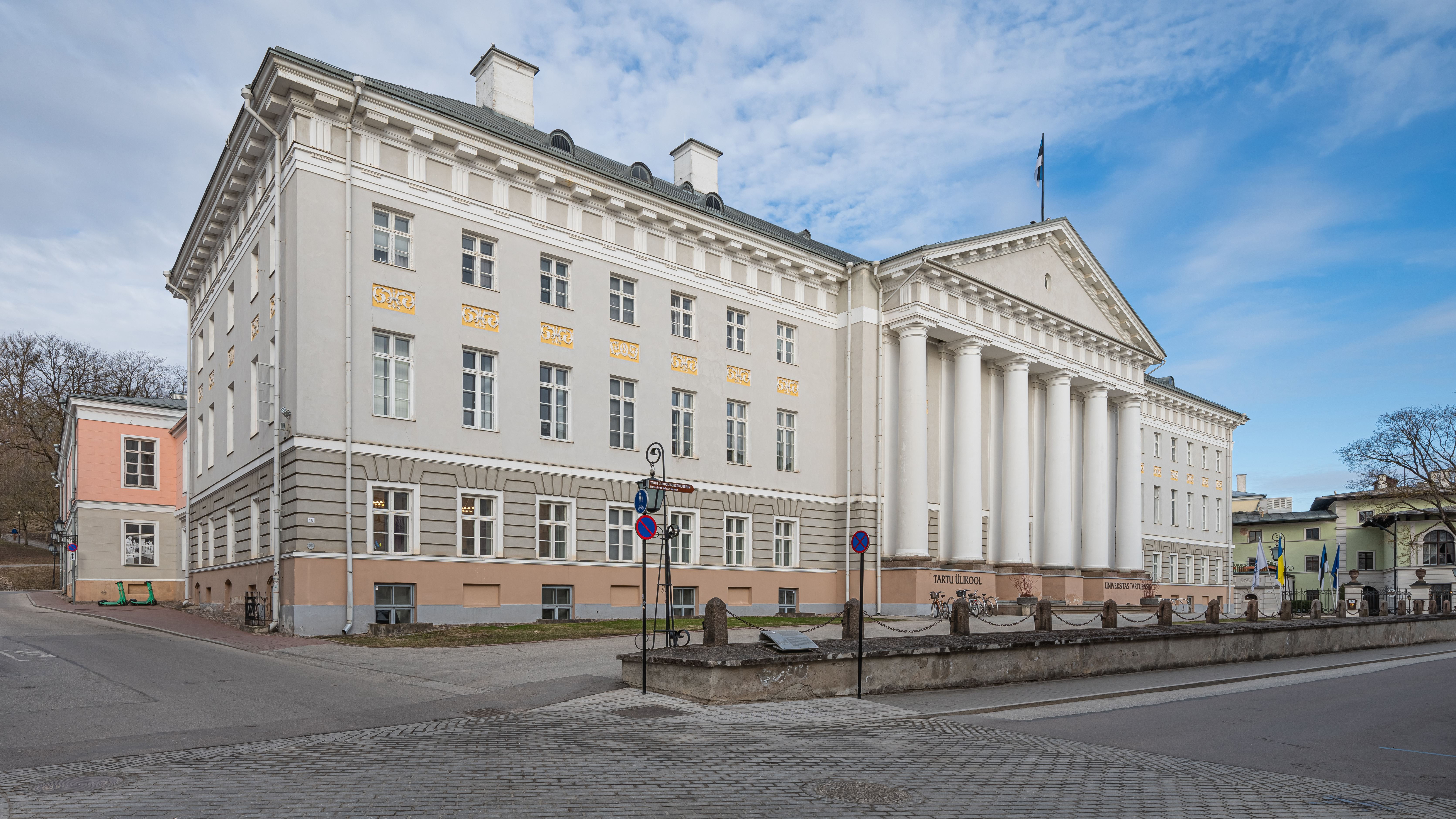
Main building of the University of Tartu constructed between 1804 and 1809.

自1918年爱沙尼亚成为独立国家以来，塔尔图大学自1919年以来一直是爱沙尼亚语的大学。在1941年至1944年德国占领爱沙尼亚和塔尔图国立大学期间，该大学被命名为多尔帕特Ostland大学。在1940–1941年和1944–1989年苏联占领期间，尽管爱沙尼亚语仍是主要的教学语言，但还是用俄语教授了一些课程，并开设了一些俄语课程。爱沙尼亚于1991年重新获得独立，该大学的学术自主权可以完全恢复到1992年。目前大学没有俄语授课的课程。
在过去的十年中，组织和结构发生了变化，并适应了苏联和波罗的海德国人过去的各种大学模式（美国、斯堪的纳维亚、德国）。最近，该大学一直以并且仍然以在爱沙尼亚，特别是在塔尔图的博洛尼亚宣言的改编为标志，导致课程和研究的重大变化以及强有力的组织集中化尝试。最近的计划还包括取消主席制（美国化）和教职制，这将导致四个大部门（人文，社会科学，自然科学和医学）短暂地服务于院长和由董事任命的财务管理人员。

## 院系设置
大学主要由四个学院（valdkond）组成。
- 人文与艺术学院 （Faculty of Arts and Humanities）
- 社会科学学院 （Faculty of Social Sciences）
- 医学院 （Faculty of Medicine）
- 科学与科技学院 （Faculty of Science and Technology）

## 国际排名
2021年QS世界大學排名將其排在第285位。
2021年U.S. News 全球大学排名将其排在第289位。
2022年泰晤士报世界大学排名将其排在第251-300位。

## 著名校友
目前爱沙尼亚的国家部长及其他国家领导和商界领袖中有80%毕业于该校。该大学的名人堂包括物理学家 Moritz Hermann Jacobi 和 Emil Lenz、化学家 Carl Claus 和 Wilhelm Ostwald、生理学家 Carl Schmidt、药剂师 Johan Georg Dragendorff、解剖学家 August Rauber、博物学家 Karl Ernst von Baer、风险投资家Jaan Tallinn、文化符号学创始人 Juri Lotman、地质和考古学家亞歷山大·波利等等。